# Raimundo Brandão
Raimundo Brandão (Caraúbas, 09 de agosto de 1934 — Fortaleza, 08 de julho de 2022) foi um advogado, defensor público, escritor e vereador (da Câmara Municipal de Fortaleza).

## Biografia
Nasceu em 1934, na cidade de Caraúbas, Rio Grande do Norte. Ainda criança, iniciou seus estudos no Grupo Escolar Antonio Carlos, em sua cidade natal. Depois, passou a estudar no Ginásio Diocesano Santa Luzia, em Mossoró. Com 15 anos de idade, em 1949, foi com a família para Fortaleza, Ceará, passando a residir no Distrito de Messejana e concluindo seu primeiro grau no Colégio Lourenço Filho.
Em 1950, já demonstrava seu entusiasmo pela política, participando ativamente da campanha presidencial pela eleição do Presidente Vargas, bem como da candidatura a vice-presidente de João Café Filho, que, inclusive, era da sua família no Estado do Rio Grande do Norte, a família tradicional política Fernandes.
Em 1966, formou-se em Direito pela Universidade Federal do Ceará (UFC). Atuou como advogado até 1978, quando foi aprovado no concurso para Defensor Público. No mesmo ano, foi inaugurado o Instituto Penal Professor Olavo Oliveira (IPPOO), para onde foi nomeado diretor. Quando assumiu, o presídio abrigava 29 (vinte e nove) detentos. Ao longo dos 11 (onze) anos em que trabalhou no local, presenciou aquela unidade prisional dar os primeiros passos para a superlotação de abrigados. Ao deixar o IPPOO, passou atuar como defensor público nas varas criminais.
Enquanto atuava como Defensor Público, Dr. Brandão desejava trilhar seu caminho na política. Em 1982, candidatou-se a deputado federal, pelo Partido do Movimento Democrático Brasileiro (PMDB), hoje MDB, tendo sido um dos fundadores da legenda no Ceará. Nesta eleição, obteve 6.570 votos, não se elegendo, mas ficando como suplente.
Além do PMDB, Raimundo Brandão também foi o fundador do Partido Democrático Trabalhista (PDT) no Estado do Ceará, tendo inaugurado o partido em mais de 30 (trinta) municípios cearenses. Em 1990, foi candidato a deputado federal, dessa vez pelo PDT, angariando 3.527 votos, finalizando como suplente
No ano de 1991, Raimundo Brandão assumiu a posição de titular na Coordenadoria do Sistema Penal (COSIPE). Ele permaneceu nesta posição até 1994, quando uma rebelião e sequestro ocorreram no Instituto Penal Paulo Sarasate (IPPS). No dia 15 de março daquele ano, às 9 horas, Brandão estava acompanhando Dom Aloísio Lorscheider, que era o cardeal arcebispo de Fortaleza, e cerca de 20 integrantes do movimento de Direitos Humanos, em uma visita pastoral ao presídio quando 14 presos se rebelaram e fizeram refém um total de 13 pessoas, incluindo Brandão e o cardeal. Durante o incidente, Raimundo Brandão foi imobilizado com uma faca em seu pescoço e lutou com um dos presos. Os reféns foram mantidos sob custódia dos detentos por 20 horas. Por volta das 22 horas, os presos saíram do IPPS em um furgão, levando os 13 reféns, que foram libertados apenas às 6 horas da manhã do dia seguinte, já próximo à cidade de Quixadá, na região chamada de Serra Azul. Em seu livro intitulado "O Pastor e os Doze Reféns", Raimundo Brandão relatou o trauma vivido durante o incidente.

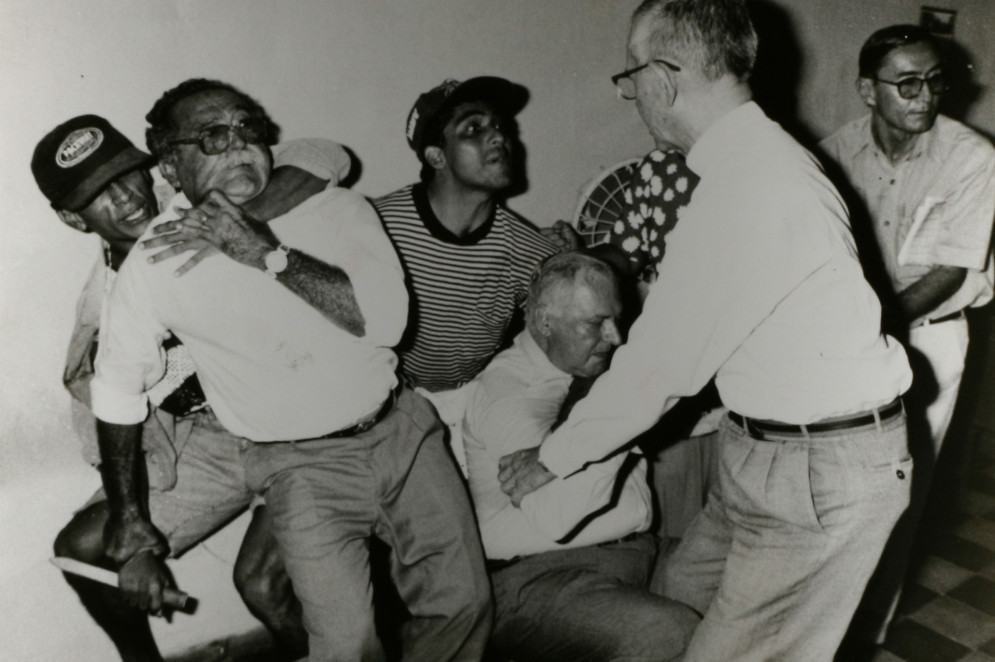
Sequestro de Dom Aloísio Lorscheider no IPPS, em 1994. À esquerda está Raimundo Brandão, imobilizando, mas segurando o braço do presidiário, que por sua vez porta um punhal.[https://mais.opovo.com.br/reportagens-especiais/2024/03/15/sequestro-de-dom-alisio-30-anos-depois-o-que-mudou-no-sistema-penitenciario.html#:~:text=A%20passagem%20b%C3%ADblica%20orientava%20a,a%20atua%C3%A7%C3%A3o%20religiosa%20dentro%20dele.

O episódio resultou na licença do então Secretário de Justiça, Antônio Tavares. Brandão assumiu temporariamente a posição, atuando por quatro meses. Ao nomear o novo Secretário, Dr. Édson Pinheiro, o então governador Ciro Gomes referenciou Brandão como alguém que conhecia a área e poderia resolver qualquer problema. Brandão passou a atuar como subsecretário de Justiça. Continuou como subsecretário de justiça durante a administração de Paulo Duarte (Secretário de Justiça), mantendo-se nesta função até a saída de Duarte para a Assembleia Legislativa. Posteriormente, Raimundo Brandão reassumiu a posição de Secretário de Justiça por um período de três meses, antes de solicitar aposentadoria em 1998.

Não obstante as suas atribuições na secretaria de Justiça, Dr. Brandão sempre colaborou com os seus colegas defensores públicos em prol dos interesses da categoria, tendo participado de diversas atividades da Defensoria Pública, tais como reuniões, manifestações e mobilizações conjuntas com os deputados. Em virtude da sua atuação política e de suas boas relações com alguns parlamentares, ele solicitava o respaldo destes nas demandas da Defensoria Pública e intermediava os contatos dos seus colegas com os representantes do poder legislativo. O Dr. Brandão salienta, ademais, que sempre exerceu o seu direito de voto nas eleições da Associação dos Defensores Públicos do Estado do Ceará (ADPEC).

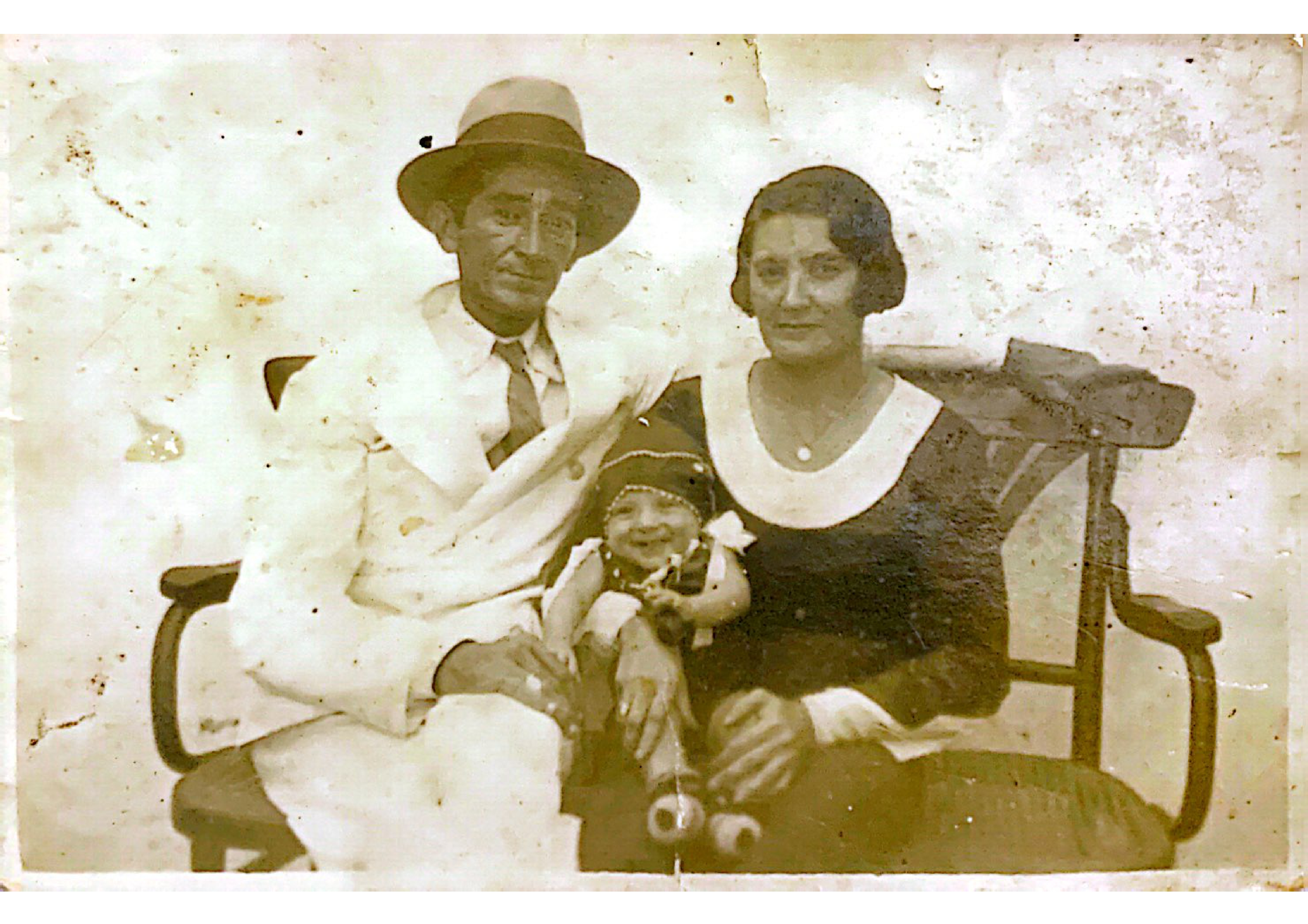
Raimundo Brandão e seus pais Pedro Brandão e Abigail Fernandes.

Em 08 de julho de 2022, Raimundo Brandão faleceu de morte natural.

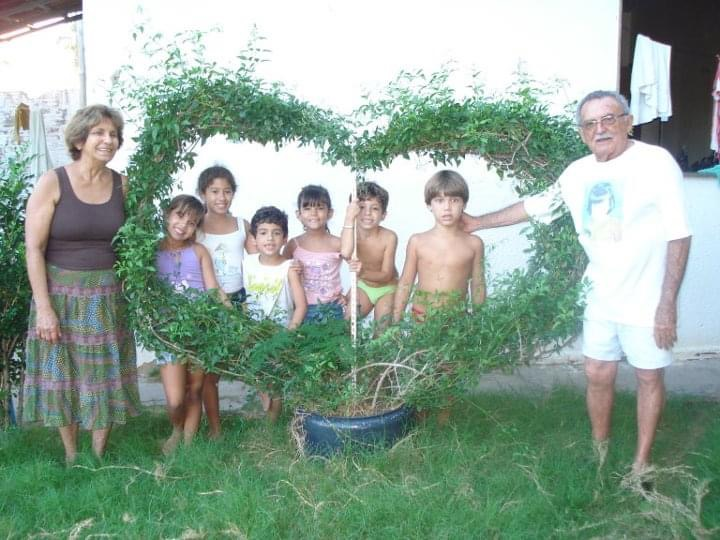
Da esquerda para a direita: Maria Neuza, sua esposa, e Beatriz, Janaína, Heitor, Mariana, Lucas e Matheus, seus netos. Em último, Raimundo Brandão.

## Obras

### Históricas
- O Pastor e os Doze Reféns
- A Viagem da Saudade: Oeste Potiguar

## Prêmios
- Comenda ao Mérito “Leandro Bezerra” por ter sido Secretário de Justiça de Fortaleza, prêmio este recebido da Câmara Municipal de Caraúbas, na data de 29 de maio de 1999.[7]